# Liste der Stolpersteine in Berlin-Tiergarten
Die Liste der Stolpersteine in Berlin-Tiergarten enthält die Stolpersteine im Berliner Ortsteil Tiergarten im Bezirk Mitte die an das Schicksal der Menschen erinnern, die im Nationalsozialismus ermordet, deportiert, vertrieben oder in den Suizid getrieben wurden. Die Spalten der Tabelle sind selbsterklärend. Die Tabelle erfasst einen Kopfstein, insgesamt 86 Stolpersteine und ist teilweise sortierbar; die Grundsortierung erfolgt alphabetisch nach dem Familiennamen.
Inzwischen gibt es auch Stolperschwellen, die aus einem im Gehweg verankerten längeren Metallstreifen bestehen. Sie tragen keine Personennamen, sondern weisen auf hier früher befindliche Einrichtungen hin. Seit kurzem haben sich auch Kopfsteine etabliert, die an umgekommene Personen anderer Herkunft erinnern.

## Kopfstein
In Berlin-Tiergarten wurde bisher folgender Kopfstein verlegt:
| Bild | Name      | Standort                     | Verlegedatum | Erläuterung                            | Koordinaten |
| ---- | --------- | ---------------------------- | ------------ | -------------------------------------- | ----------- |
|      | Kopfstein | Herbert-von-Karajan-Straße 1 | 10. Mai 2025 | Kopfstein für Musiker der Philharmonie |             |

## Stolpersteine
Folgende Stolpersteine sind in Tiergarten verlegt:
| Bild | Name                           | Standort                                                         |      | Verlegedatum  | Leben |
| ---- | ------------------------------ | ---------------------------------------------------------------- | ---- | ------------- | --- |
|      | Else Adler                     | Wichmannstraße 10                                                | Lage | 14. Nov. 2012 | |
|      | Helene Asriel                  | Genthiner Straße 46                                              | Lage | 24. März 2021 | Der Stein wurde ursprünglich am 1. Juli 2010 verlegt (Foto des ersten Steins); am 24. März 2021 wurde er durch einen berichtigten Stein ersetzt. |
|      | Berthold Auerbach              | Magdeburger Platz 1                                              | Lage | 28. Nov. 2012 | |
|      | Gilbert Back                   | Herbert-von-Karajan-Straße 1                                     |      | 10. Mai 2025  | |
|      | Friedrich Bieber               | Genthiner Straße 45                                              |      | 6. Dez. 2019  | |
|      | Gertrud Bieber                 | Genthiner Straße 45                                              |      | 6. Dez. 2019  | |
|      | Georg Blumenfeld               | Kurfürstenstraße 58                                              | Lage |               | |
|      | Lucia Blumenfeld               | Kurfürstenstraße 58                                              | Lage |               | |
|      | Clara Eugenie Boehm            | Landgrafenstraße 14                                              | Lage | 25. März 2015 | |
|      | Anna Cahen                     | Derfflingerstraße 16                                             | Lage |               | |
|      | Ellen Citroen                  | Genthiner Straße 14                                              |      | 8. Sep. 2022  | |
|      | Gertrud Eisner                 | Klingelhöferstraße 18 (Lieferanteneinfahrt Von-der-Heydt-Straße) |      | 6. Juni 2013  | |
|      | Helene Eisner                  | Genthiner Straße 30G                                             |      | 17. Sep. 2019 | |
|      | Hildegard Eisner               | Genthiner Straße 30G                                             |      | 17. Sep. 2019 | |
|      | Peter Eisner                   | Genthiner Straße 30G                                             |      | 17. Sep. 2019 | |
|      | Rudolf Eisner                  | Genthiner Straße 30G                                             |      | 17. Sep. 2019 | |
|      | Alfred Elias                   | Wichmannstraße 10                                                | Lage | 14. Nov. 2012 | |
|      | Gertrud Elias                  | Wichmannstraße 10                                                | Lage | 14. Nov. 2012 | |
|      | Henriette Fischer              | Genthiner Straße 46                                              | Lage | 24. März 2021 | Der Stein wurde ursprünglich am 23. September 2016 verlegt (Foto des ersten Steins); am 24. März 2021 wurde er durch einen berichtigten Stein ersetzt. |
|      | Ruth Frank                     | Lützowplatz 5                                                    |      | 16. Juni 2018 | Ruth Fabisch kam am 21. Februar 1907 als Tochter des Vertreters Gustav Fabisch und seiner Frau Anna geborene Barschall zur Welt. Sie hatte noch zwei Geschwister: Margot, die in jungen Jahren an Grippe starb und Paul (1903–1974), der 1935 nach Buenos Aires emigrierte und dort als Pablo Fabisch Anerkennung als Maler und Grafiker erhielt. Ruth Fabisch wurde Sekretärin und war seit 1932 im Bankhaus Warburg beschäftigt. 1937 heiratete sie den Autoschlosser Hermann Frank, damals wohnte sie noch bei ihren Eltern am Lützowplatz 5. Mithilfe ihres Arbeitgebers konnte sie zusammen mit ihrem Mann einen Monat nach der Heirat nach Südafrika emigrieren. Dort kamen ihre Töchter auf die Welt: Maureen (1942) und Barbara Jean (1947). Hermann Frank starb 1981, sie selbst im Jahr 2000. |
|      | Clara Friedländer              | Schillstraße 8                                                   |      | 4. Dez. 2017  | |
|      | Abraham Fromm                  | Potsdamer Straße 102                                             | Lage | 14. Sep. 2009 | |
|      | Johanna Fromm                  | Potsdamer Straße 102                                             | Lage | 14. Sep. 2009 | |
|      | Franz Eugen Fuchs              | Einemstraße 22                                                   |      | 13. Nov. 2015 | |
|      | Karl Giese                     | John-Foster-Dulles-Allee 10                                      | Lage | 9. Feb. 2016  | |
|      | Szymon Goldberg                | Herbert-von-Karajan-Straße 1                                     |      | 10. Mai 2025  | |
|      | Hans Goslar                    | Paul-Löbe-Allee (nahe Große Querallee)                           |      | 9. Juni 2015  | |
|      | Ruth Judith Goslar             | Paul-Löbe-Allee (nahe Große Querallee)                           |      | 9. Juni 2015  | |
|      | Nicolai Graudan                | Herbert-von-Karajan-Straße 1                                     |      | 10. Mai 2025  | |
|      | Arvid Harnack                  | Genthiner Straße 14                                              |      | 20. Sep. 2013 | In der Nacht vom 3. auf den 4. Mai 2019 wurde der Stein gestohlen und am 7. Oktober 2021 durch einen neuen Stein ersetzt (Foto des neuen Steins) |
|      | Mildred Harnack                | Genthiner Straße 14                                              |      | 20. Sep. 2013 | In der Nacht vom 3. auf den 4. Mai 2019 wurde der Stein gestohlen und am 7. Oktober 2021 durch einen neuen Stein ersetzt (Foto des neuen Steins) |
|      | Kurt Henius (1927)             | Landgrafenstraße 9                                               |      | 18. Feb. 2022 | |
|      | Kurt Henius (1882)             | Landgrafenstraße 9                                               |      | 18. Feb. 2022 | |
|      | Madeleine Henius (geb.Latarse) | Landgrafenstraße 9                                               |      | 18. Feb. 2022 | |
|      | Madeleine Henius               | Landgrafenstraße 9                                               |      | 18. Feb. 2022 | |
|      | Marianne Henius                | Landgrafenstraße 9                                               |      | 18. Feb. 2022 | |
|      | Max Henius                     | Landgrafenstraße 9                                               |      | 18. Feb. 2022 | |
|      | Erich Hirschweh                | Kurfürstenstraße 50                                              | Lage |               | |
|      | Paul Kroner                    | Lützowstraße 41                                                  | Lage | 29. Juli 2005 | eingeweiht am 23. September 2005 |
|      | Kurt Kronheim                  | Magdeburger Platz 1                                              | Lage | 28. Nov. 2012 | |
|      | Hedwig Kubatzky                | Pohlstraße 64                                                    |      | 24. Juni 2024 | |
|      | Herbert Julius Kubatzky        | Lützowstraße 87                                                  |      | 24. Juni 2024 | |
|      | Hermann Julius Kubatzky        | Lützowstraße 87                                                  |      | 24. Juni 2024 | |
|      | Johanna Kubatzky               | Pohlstraße 64                                                    |      | 24. Juni 2024 | |
|      | Rosa Kubatzky                  | Lützowstraße 87                                                  |      | 24. Juni 2024 | |
|      | Herbert Landau                 | Keithstraße 15                                                   | Lage | 22. Okt. 2021 | Herbert Landau (geboren am 2. Januar 1909 in Berlin) war der Sohn von Julian und Marie Landau. Die Familie wohnte zunächst in der Kurfürstenstraße;131, später in der Lutherstraße 3. Herbert wuchs in einer gutsituierten Familie auf, besuchte das Wilhelms-Gymnasium und später das Französische Gymnasium in Berlin, das er mit dem Abitur abschloss. Er hegte schon früh den Berufswunsch, im Bankwesen tätig zu werden und sich eines Tages selbstständig zu machen. Landau verfolgte diesen Wunsch zielstrebig, studierte Jura und Wirtschaftswissenschaften an der Friedrich-Wilhelms-Universität Berlin (heute: Humboldt-Universität), beherrschte mehrere Fremdsprachen (Englisch, Französisch, Spanisch, Italienisch) und machte eine Banklehre. Mit der Machtübernahme der Nationalsozialisten wurde ihm diese hoffnungsvolle Zukunft mit einem Schlag verwehrt. Er musste sich mit einer untergeordneten Stellung begnügen, zeitgleich bereitete er seine Auswanderung vor. Die Bank wurde Ende 1937 liquidiert und Herbert verlor seine Arbeit. Bis zu seiner Flucht arbeitete er auf Honorarbasis als Übersetzer. In der Nacht vom 9. auf den 10. November 1938 wurde er im Zuge der Novemberpogrome verhaftet, in das KZ Sachsenhausen verschleppt und misshandelt. Er erlebte dort sieben Wochen schwerster körperlicher und seelischer Misshandlung. Am 23. Dezember 1938 wurde er entlassen, da er nachweisen konnte, dass ihm ein Einreisevisum für die USA in Aussicht gestellt wurde. Infolge der unmenschlichen Behandlung hatte er schwere körperliche und psychische Schäden davongetragen. Der Druck war enorm. Es drohte die erneute Verhaftung, wenn er die Fristen zur „Auswanderung“ nicht einhalten konnte. Obwohl die Gestapo wusste, dass ein Termin beim amerikanischen Konsulat erst am 23. Februar 1939 anberaumt war, setzte sie ihm eine Frist, das Land bis zum 21. Februar 1939 zu verlassen. Letztlich gelang es, die Frist bis zum 4. März 1939 zu verlängern. Am 1. März 1939 erhielt er endlich das Einreisevisum in die USA und reiste am 4. März 1939 über Amsterdam nach London und schließlich Southampton. Dort begab er sich am 18. März 1939 an Bord der „Queen Mary“ und erreichte am 23. März 1939 New York. Am 6. März 1941 trat er in die US Army ein (er wurde Ende 1946 entlassen), am 21. Juli 1942 wurde er amerikanischer Staatsbürger. Sein Weg, beruflich in den USA Fuß zu fassen, war schwierig und mühselig. Schließlich gelang es ihm, sich mit einer Weiterbildung zum Versicherungsmakler und Ausübung dieses Berufes eine berufliche Existenz aufbauen. 1951 heiratete er Marianne Zöllner. Marianne Zöllner (* 7. Mai 1913) stammte auch aus Berlin. Sie floh im Januar 1938 zu ihrer Mutter, zunächst nach Amsterdam und mit ihr gemeinsam, kurz vor dem Überfall der Nazis auf die Niederlande, über Portugal nach Brasilien. Dort lebten sie ein Jahr in Rio de Janeiro. Mutter und Tochter erreichten am 25. August 1941 per Schiff New York. Am 5. Januar 1948 erhielten sie die amerikanische Staatsbürgerschaft. Hier lernten sich Herbert und Marianne kennen, sie heirateten und adoptierten ein Mädchen namens Pamela. Im November 1985 starb Herbert Landau in Flushing, Queens, New York. Marianne starb am 31. Dezember 1991. |
|      | Julian Landau                  | Keithstraße 15                                                   | Lage | 22. Okt. 2021 | Julian Landau wurde am 25. April 1864 in Breslau (Niederschlesien) geboren. Er stammte aus einer wohlhabenden Kaufmannsfamilie, seine Eltern waren Karl und Amalie Landau, geb. Brum. Nach dem Abitur studierte Julian Landau in Breslau Zahnmedizin. Schon 1885 wurde ihm die Approbation erteilt. In den USA setzte er das Studium an der Temple University in Philadelphia fort, die damals auf dem Gebiet der Zahnheilkunde und zahnärztlichen Technik führend war. Dort erwarb er den Doktortitel – in den USA D.D.S (Doctor of Dental Surgery) genannt. Zahnärzte mit diesem Titel waren in Deutschland sehr begehrt. 1895 ließ er sich in Berlin nieder, betrieb seine Praxis zunächst in der Leipziger Straße 107. Am 7. Mai 1905 heirateten er und Marie Landau, geborene Cohn. Marie wurde am 7. Januar 1867 in Berlin geboren. Nach ihrer Hochzeit zogen sie zunächst in die Kurfürstenstraße 131, wo sich auch die Praxis befand. Sohn Herbert kam am 2. Januar 1909 zur Welt. Später – mit Umbau des Hauses der Kurfürstenstraße 131 in ein Bürohaus – zog die Familie in die Lutherstraße 3, wo Julian Landau fortan auch als Zahnarzt praktizierte. 1939 wurde die Lutherstraße in Keithstraße umbenannt. Landau war ein geschätzter Zahnarzt; seine Praxis war technisch auf einem hohen Niveau. Zu den Patienten zählten viele höhergestellte Beamte und, da er fließend Englisch und Französisch sprach, auch Diplomaten. Vor 1933 muss er eine große, erfolgreiche Praxis gehabt haben. Es ist nicht viel über das Leben der Familie Landau bekannt, darüber wie Marie aufwuchs, wie sich Julian und Marie Landau kennenlernten, welche Rolle die jüdische Religion in der Familie spielte. Den wenigen Informationen in den Akten ist nur zu entnehmen, dass sie bis zur Machtübernahme der Nazis gutsituiert waren und ein gesellschaftliches Leben pflegten. Herbert Landau gab in seinem Antrag auf Entschädigung für seinen Vater an, dass beide Elternteile aus wohlhabenden Verhältnissen stammten und dass die Wohnung in der Kurfürstenstraße 131 sehr großzügig ausgestattet gewesen sei. Nach dem Boykott jüdischer Geschäfte, Banken, Arztpraxen, Rechtsanwalts- und Notarkanzleien am 1. April 1933 gingen die Einnahmen der Zahnarztpraxis drastisch zurück. Die Zulassung zur Kassenbehandlung wurde den jüdischen Ärzten und Zahnärzten bereits 1933 entzogen. Der Entzug der Approbation erfolgte für Zahnärzte mit der 8. Verordnung zum Reichsbürgergesetz vom 17. Januar 1939 und wurde zum 31. Januar 1939 vollzogen. Landau durfte sich fortan nur noch „Zahnbehandler“ nennen und war ausschließlich für die „Krankenbehandlung für Juden“ zugelassen. Mit dem Wegbleiben der nichtjüdischen Patienten, der zunehmenden Flucht von Juden aus dem Land und der Verarmung derer, die es nicht schaffen, zu entkommen, brachen die Einnahmen vollends ein. Marie Landau starb am 22. Januar 1936. Landau war wahrscheinlich aufgrund der Wohnungspolitik der Nazis, die den Mieterschutz und die freie Wohnungswahl für Juden mit einem Gesetz Ende April 1939 erheblich einschränkte, und aufgrund seiner Existenznöte dazu gezwungen, sich räumlich stark zu verkleinern. Das Gesetz sah vor, Juden in bestimmten Häusern auf kleinstem Raum zu konzentrieren. Des Weiteren konnten jüdische Mieter angewiesen werden, weitere Juden als Untermieter in ihre Wohnung aufzunehmen. In der Vermögenserklärung von Landau wurden verschiedene Untermieter benannt: seine frühere Haushälterin, die er nicht mehr beschäftigen durfte, bewohnte ein Zimmer, ein Ehepaar zwei abgetrennte Räume sowie eine 62-jährige Frau ein Zimmer. Julian Landau wurde mit dem „3. großen Alterstransport“ (I/71/8873) am 3. Oktober 1942 nach Theresienstadt deportiert, dort starb er am 14. Januar 1943. Die Todesursache in der Sterbeurkunde des Ghettos Theresienstadt lautet ‚Marasmus senilis‘ (Altersschwäche), ein Tarnwort für furchtbares Verhungern unter entsetzlichen Bedingungen. |
|      | Barbara Ledermann              | Genthiner Straße 14                                              |      | 8. Sep. 2022  | |
|      | Franz Anton Ledermann          | Genthiner Straße 14                                              |      | 8. Sep. 2022  | |
|      | Ilse Luise Ledermann           | Genthiner Straße 14                                              |      | 8. Sep. 2022  | |
|      | Susanne Ledermann              | Genthiner Straße 14                                              |      | 8. Sep. 2022  | |
|      | Adolf Lenau                    | Lützowplatz 17                                                   |      | 14. Nov. 2016 | |
|      | Rudolf Leonor Lesser           | Klingelhöferstraße 18 (Lieferanteneinfahrt Von-der-Heydt-Straße) |      | 6. Juni 2013  | |
|      | Georg Lewinsohn                | Potsdamer Straße 8 (Ecke Ben-Gurion-Straße)                      |      | 25. Juni 2015 | |
|      | Josef Löbel                    | Budapester Straße 11                                             |      |               | |
|      | Johanna Löwenthal              | Klingelhöferstraße 18 (Lieferanteneinfahrt Von-der-Heydt-Straße) |      | 6. Juni 2013  | |
|      | Gerda Rose Loewy               | Lützowstraße 53                                                  |      | 5. Sep. 2018  | |
|      | Irma Natalie Rose Loewy        | Lützowstraße 53                                                  |      | 5. Sep. 2018  | |
|      | Leo Loewy                      | Lützowstraße 53                                                  |      | 5. Sep. 2018  | |
|      | Martin Matzdorf                | Magdeburger Platz 1                                              | Lage | 28. Nov. 2012 | |
|      | Rudolf Olden                   | Genthiner Straße 8                                               | Lage |               | |
|      | Gert Preuss                    | Lützowstraße 15                                                  |      | 6. Juni 2013  | |
|      | Lothar Preuss                  | Lützowstraße 15                                                  |      | 6. Juni 2013  | |
|      | Margarete Preuss               | Lützowstraße 15                                                  |      | 6. Juni 2013  | |
|      | Martin Preuss                  | Lützowstraße 15                                                  |      | 6. Juni 2013  | |
|      | Philipp Paul Preuss            | Lützowstraße 15                                                  |      | 6. Juni 2013  | |
|      | Ernst Hugo Rosenthal           | Genthiner Straße 26                                              |      | 10. März 2024 | Ernst Hugo Paul Rosenthal, geboren am 16. Mai 1871 in Görlitz, Eltern Samuel und Emilie Rosenthal. Eheschließung von Dr. med Ernst Rosenthal und Henriette Bonwitt am 23. August 1897. Henriette Rosenthal, geborene Bonwitt, geboren am 2. Januar 1876 in Berlin, Eltern Moritz und Marianne Bonwitt, geborene Behrend. Ernst Rosenthal war Zahnarzt, Henriette Künstlerin. zwei Töchter: Emilie Ellen, geboren am 19. September 1898, Käte Annemarie, geboren am 10. August 1903. Die Familie wohnte bis 1938 in der Woyrschstraße 49 (heute: Genthiner Straße 28) in einer mit wertvollen Möbeln und Kunstgegenständen ausgestatteten 5-Zimmer-Wohnung, aus der sie 1938 ausziehen musste. Ernst und Henriette zogen in die Brandenburgische Straße 21 in Wilmersdorf. Dort verstarb Ernst Rosenthal am 15. April 1938. Die Tochter Käte heiratete den Kaufmann Fred R. Leyser und emigrierte mit ihm 1938 in die USA. Emilie Ellen heiratete den Rechtsanwalt Dr. Fritz Arnheim; ihr Sohn Ulrich W. wurde am 2. November 1927 geboren. Von der Brandenburgischen Straße wurde Henriette Rosenthal später in die Kaiserallee 21 umgesiedelt, wo sie zur Untermiete wohnte. Von dort wurde sie am 2. April 1942 mit dem Alterstransport nach Warschau deportiert. Emilie Ellen wurde mit ihrem Mann Fred und dem gemeinsamen Sohn Ulrich W. Arnheim am 10. August 1942 nach Theresienstadt deportiert. Nur der Sohn überlebte, verblieb bis Ende 1949 in Ulm und emigrierte dann mit seiner Ehefrau in die USA. In den 1950er und 1960er Jahren führte die Tochter Käte Leyser von Ohio aus verschiedene Restitutionsprozesse bei den Berliner Behörden, u. a. wegen der Zwangsablieferungen und Beschlagnahmungen von Wertgegenständen, auch für ihren in New York lebenden Neffen Ulrich W. Arnheim, dem Enkel von Henriette und Ernst Rosenthal. |
|      | Henriette Rosenthal            | Genthiner Straße 26                                              |      | 10. März 2024 | Henriette Rosenthal, geb. Bonwitt, geboren am 2. Januar 1876 in Berlin, Eltern Moritz und Marianne Bonwitt, geborene Behrend. Ernst Hugo Paul Rosenthal geboren am 16. Mai 1871 in Görlitz, Eltern Samuel und Emilie Rosenthal. Eheschließung von Dr. med Ernst Rosenthal und Henriette Bonwitt am 23. August 1897. Ernst Rosenthal war Zahnarzt, Henriette Künstlerin. zwei Töchter: Emilie Ellen, geboren am 19. September 1898, Käte Annemarie, geboren am 10. August 1903. Die Familie wohnte bis 1938 in der Woyrschstraße 49 (heute: Genthiner Straße 28) in einer mit wertvollen Möbeln und Kunstgegenständen ausgestatteten 5-Zimmer-Wohnung, aus der sie 1938 ausziehen musste. Ernst und Henriette zogen in die Brandenburgische Straße 21 in Wilmersdorf. Dort verstarb Ernst Rosenthal am 15. April 1938. Die Tochter Käte heiratete den Kaufmann Fred R. Leyser und emigrierte mit ihm 1938 in die USA. Emilie Ellen heiratete den Rechtsanwalt Dr. Fritz Arnheim; ihr Sohn Ulrich W. wurde am 2. November 1927 geboren. Von der Brandenburgischen Straße wurde Henriette Rosenthal später in die Kaiserallee 21 umgesiedelt, wo sie zur Untermiete wohnte. Von dort wurde sie am 2. April 1942 mit dem Alterstransport nach Warschau deportiert. Emilie Ellen wurde mit ihrem Mann Fred und dem gemeinsamen Sohn Ulrich W. Arnheim am 10. August 1942 nach Theresienstadt deportiert. Nur der Sohn überlebte, verblieb bis Ende 1949 in Ulm und emigrierte dann mit seiner Ehefrau in die USA. In den 1950er und 1960er Jahren führte die Tochter Käte Leyser von Ohio aus verschiedene Restitutionsprozesse bei den Berliner Behörden, u. a. wegen der Zwangsablieferungen und Beschlagnahmungen von Wertgegenständen, auch für ihren in New York lebenden Neffen Ulrich W. Arnheim, dem Enkel von Henriette und Ernst Rosenthal. |
|      | Ernst Ruben                    | Magdeburger Platz 1                                              | Lage | 28. Nov. 2012 | Ernst Ruben war bis 1933 Richter. Er wurde wegen seiner Mischehe nicht deportiert und starb 1944, weil er als Jude nicht medizinisch versorgt wurde. |
|      | Ilse Schmoller                 | Lützowstraße 72                                                  | Lage | 9. Feb. 2016  | |
|      | Lola Schmoller                 | Lützowstraße 72                                                  | Lage | 9. Feb. 2016  | |
|      | Ludwig Schmoller               | Lützowstraße 72                                                  | Lage | 9. Feb. 2016  | |
|      | Gertrud Schnirlin              | Pohlstraße 60                                                    |      | 8. Okt. 2022  | |
|      | Ossip Schnirlin                | Pohlstraße 60                                                    |      | 8. Okt. 2022  | |
|      | Joseph Schuster                | Herbert-von-Karajan-Straße 1                                     |      | 10. Mai 2025  | |
|      | Ruth Simon                     | Pohlstraße 58                                                    |      | 4. Dez. 2017  | |
|      | Arthur Simons                  | Kurfürstenstraße 50                                              |      | 9. Sep. 2017  | |
|      | Grete Sobernheim               | Tiergartenstraße 20                                              |      | Sep. 2009     | |
|      | Recha Tobias                   | John-Foster-Dulles-Allee 10                                      |      | 30. März 2013 | Schwester von Magnus Hirschfeld |
|      | Wilhelm Vellguth               | Reichpietschufer 62                                              |      |               | |
|      | Bertha Warschauer              | Lützowplatz 17                                                   |      | 30. März 2013 | |
|      | Bruno Weyl                     | Hiroshimastraße 17                                               |      | 10. Apr. 2019 | |
|      | Luise Wolf                     | Kurfürstenstraße 50                                              | Lage |               | |
|      | Doris Wolff                    | Klingelhöferstraße 18                                            |      | 4. Dez. 2017  | |
|      | Georg Wolff                    | Klingelhöferstraße 18                                            |      | 4. Dez. 2017  | |
|      | Theodor Wolff                  | Hiroshimastraße 19                                               | Lage |               | |
|      | Julie Wolfthorn                | Kurfürstenstraße 50                                              | Lage |               | Ein weiterer Stolperstein für Julie Wolfthorn befindet sich in Vitte auf der Insel Hiddensee. |
|      | Mathilde Wurm                  | Genthiner Straße 41                                              |      | 20. Sep. 2013 | |